# Eupithecia amurensis
Eupithecia amurensis là một loài bướm đêm trong họ Geometridae.